# NGC 7467
NGC 7467 (również PGC 70310) – galaktyka eliptyczna (E?), znajdująca się w gwiazdozbiorze Pegaza. Odkrył ją Albert Marth 23 października 1864 roku.